# Chitembo
Chitembo è una municipalità dell'Angola appartenente alla provincia di Bié. Ha 197.561 abitanti (stima del 2006) ed una superficie di 19.098 km².
Il principale comune è l'omonimo Chitembo.